# Déterminant de Fredholm
En mathématiques, et plus particulièrement en analyse fonctionnelle, le déterminant de Fredholm est une généralisation de la notion de déterminant à certains opérateurs à noyaux (continus) dans des espaces de Banach. Aux notations et langage près, l'idée a été introduite par Fredholm dans son étude de certaines équations intégrales. Elle a ensuite été généralisée à d'autres opérateurs, notamment aux opérateurs nucléaires (en)
.
Soit {\displaystyle I=[a;b]} un segment de {\displaystyle \mathbb {R} }. Dans la suite, {\displaystyle {\mathcal {B}}} désigne l'espace {\displaystyle C(I)} des fonctions continues sur {\displaystyle I} ou l'espace {\displaystyle L^{p}(I)} des fonctions p-intégrables sur {\displaystyle I}.
Soit {\displaystyle k:[a;b]\times [a;b]\to \mathbb {C} } une fonction continue. On considère {\displaystyle K:{\mathcal {B}}\to {\mathcal {B}}} l'opérateur de noyau {\displaystyle k} :
{\displaystyle \forall x\in {\mathcal {B}},\,\forall t\in [a;b],\,Kx(t)=\int _{a}^{b}k(t,s)x(s)\,ds}

## Heuristique
On se place sur {\displaystyle [0;1]} et s'intéresse à l'équation fonctionnelle suivante, d'inconnue {\displaystyle \phi } {\displaystyle \phi (x)+\int _{0}^{1}K(x,t)\phi (t)\,dt=f(x)\quad (*).}
On peut essayer de discrétiser cette équation :
- en l'évaluant sur une famille de points {\displaystyle (x_{l})_{0\leq l\leq n-1}} équirépartis dans l'intervalle {\displaystyle [0;1]} : {\displaystyle x_{k}={\frac {k}{n}},~1\leq l\leq n-1}.
- en approchant l'intégrale par une somme de Riemann : {\displaystyle \int _{0}^{1}k(x_{i},t)\phi (t)\,dt\approx \sum _{j=0}^{n-1}{\frac {1}{n}}k(x_{i},x_{j})\phi (x_{j})}.

On obtient alors, pour chaque {\displaystyle n\in \mathbb {N} }, un système linéaire {\displaystyle (E_{n})} d'équations
{\displaystyle (E_{n}):\left\{{\begin{array}{c@{=}c}\phi (x_{1})+{\frac {1}{n}}\sum _{j=0}^{n-1}k(x_{1},x_{j})\phi (x_{j})=f(x_{1})\\\ldots &\\\phi (x_{i})+{\frac {1}{n}}\sum _{j=0}^{n-1}k(x_{i},x_{j})\phi (x_{j})=f(x_{i})\\\ldots &\\\phi (x_{n})+{\frac {1}{n}}\sum _{j=0}^{n-1}k(x_{n},x_{j})\phi (x_{j})=f(x_{n})\\\end{array}}\right.}
où les inconnues sont les {\displaystyle (\phi (x_{l}))_{0\leq l\leq n-1}}. Heuristiquement on peut espérer comprendre {\displaystyle (*)} en analysant le comportement de {\displaystyle (E_{n})} dans la limite {\displaystyle n\to +\infty }.
Or on montre que le déterminant {\displaystyle d_{n}} du système linéaire homogène associé à {\displaystyle (E_{n})} vaut :
{\displaystyle {\begin{aligned}d_{n}&={\begin{vmatrix}1+{\frac {1}{n}}k(x_{1},x_{1})&{\frac {1}{n}}k(x_{1},x_{2})&\ldots &{\frac {1}{n}}k(x_{1},x_{n})\\{\frac {1}{n}}k(x_{2},x_{1})&1+{\frac {1}{n}}k(x_{2},x_{2})&\ldots &{\frac {1}{n}}k(x_{i},x_{n})\\\ldots &\ldots &\ldots &\ldots \\{\frac {1}{n}}k(x_{n},x_{1})&\ldots &\ldots &1+{\frac {1}{n}}k(x_{n},x_{n})\\\end{vmatrix}}\\&=1+{\frac {1}{n}}S_{1}+{\frac {1}{n^{2}}}S_{2}+\ldots +{\frac {1}{n^{n}}}S_{n}\end{aligned}}}
où {\displaystyle S_{m}} est la somme des mineurs principaux d'ordre {\displaystyle m} de {\displaystyle d_{n}}. Comme de plus
{\displaystyle {\frac {1}{n^{m}}}S_{m}~{\xrightarrow[{n\to +\infty }]{}}~{\frac {1}{m!}}\int _{[0;1]^{m}}^{}{\begin{vmatrix}k(x_{1},x_{1})&\ldots &k(x_{1},x_{m})\\\vdots &\ddots &\vdots \\k(x_{m},x_{1})&\ldots &k(x_{m},x_{m})\\\end{vmatrix}}\,\mathrm {d} x_{1}\ldots \mathrm {d} x_{m}}
on est donc amené à considérer la série "limite des {\displaystyle d_{n}} " : {\displaystyle D:=1+\sum _{k=1}^{+\infty }{\frac {1}{k!}}\int _{[0;1]^{k}}{\begin{vmatrix}k(x_{1},x_{1})&\ldots &k(x_{1},x_{m})\\\vdots &\ddots &\vdots \\k(x_{m},x_{1})&\ldots &k(x_{m},x_{m})\\\end{vmatrix}}\,\mathrm {d} x_{1}\ldots \mathrm {d} x_{m}}
C'est la définition de Fredholm du déterminant de l'opérateur {\displaystyle I+K}. Bien que Fredholm, dans son article de 1903, ne précise pas vraiment comment il en est venu à cette définition, on peut supposer que c'est essentiellement cette heuristique qui l'y a conduit.

## Déterminant de Fredholm
La série entière {\displaystyle \sum _{n=1}^{+\infty }{\frac {z^{n}}{n!}}\,\int _{I^{n}}\det {\begin{pmatrix}k(x_{1},x_{1})&\ldots &k(x_{1},x_{n})\\\vdots &\ddots &\vdots \\k(x_{n},x_{1})&\ldots &k(x_{n},x_{n})\end{pmatrix}}dx_{1}...dx_{n}} a un rayon de convergence infini. Cela peut se démontrer en utilisant l'inégalité d'Hadamard (en) pour majorer le déterminant.
Pour tout {\displaystyle z\in \mathbb {C} }, on appelle déterminant de Fredholm de l'opérateur {\displaystyle I+zK} la quantité {\displaystyle \det(I+zK):=1+\sum _{n=1}^{+\infty }{\frac {z^{n}}{n!}}\,\int _{I^{n}}\det {\begin{pmatrix}k(x_{1},x_{1})&\ldots &k(x_{1},x_{n})\\\vdots &\ddots &\vdots \\k(x_{n},x_{1})&\ldots &k(x_{n},x_{n})\end{pmatrix}}dx_{1}...dx_{n}}La fonction {\displaystyle z\mapsto \det(I+zK)} est alors analytique sur {\displaystyle \mathbb {C} }. En particulier, ses zéros sont isolés et de multiplicités finies.

### Cas des opérateurs de rang fini
Dans cette section, on suppose que {\displaystyle K}est de rang fini.

#### Lien avec les valeurs propres
Soient {\displaystyle \lambda _{1}(K),\ldots ,\lambda _{n}(K)} les valeurs propres de {\displaystyle K} comptées avec multiplicités. On a alors la formule du produit : 
{\displaystyle \det(1+K)=\prod _{i=1}^{n}(1+\lambda _{i}(K)).}

#### Lien avec la trace
Comme {\displaystyle K} et ses puissances sont de rang fini, ce sont des opérateurs à trace.
Soit {\displaystyle z\in \mathbb {C} }. Pour {\displaystyle |z|} assez petit, on a :
{\displaystyle \det(1+zK)=\exp \left(\sum _{n=1}^{+\infty }{\frac {(-1)^{n+1}}{n}}tr(K^{n})z^{n}\right)}

### Déterminant et inversibilité
Théorème (Fredholm) — Soit {\displaystyle z_{0}\in \mathbb {C} }. Les conditions suivantes sont équivalentes :
1. L'opérateur {\displaystyle I+z_{0}K} est inversible;
2. {\displaystyle \det(I+z_{0}K)\neq 0}.

De plus, lorsque {\displaystyle \det(I+z_{0}K)=0}, on a :
1. {\displaystyle \mathrm {dim~ker} (I+z_{0}K)=n_{0}};
2. {\displaystyle \mathrm {dim~coker} (I+z_{0}K)=n_{0}};

où {\displaystyle n_{0}} est la multiplicité de {\displaystyle z_{0}}comme zéro de {\displaystyle z\mapsto \det(I+zK)}.
Remarques : 
- La situation est donc tout à fait analogue à ce qui se passe en dimension finie;

- Pour tout {\displaystyle z_{0}\in \mathbb {C} }, l'indice de l'opérateur {\displaystyle I+z_{0}K} est donc nul.